# Eric Szmanda
Eric Kyle Szmanda (ur. 24 lipca 1975 w Milwaukee w stanie Wisconsin) – amerykański aktor filmowy i telewizyjny polskiego pochodzenia, występował w roli Grega Sandersa w popularnym serialu CSI: Kryminalne zagadki Las Vegas.
Dorastał wraz z dwoma braćmi Robem i Brettem w Mukwonago w stanie Wisconsin. W 1993 roku ukończył szkołę średnią Mukwonago High School, gdzie grał na bębnach. Jego wujek Ray Szmanda był osobowością lokalnego radia personality w Wisconsin i regionalnej telewizji. Podczas nauki w Carroll College w Waukesha wystąpił w inscenizacji Williama Szekspira Sen nocy letniej jako Lizander. Po ukończeniu college’u, przeniósł się do Los Angeles i zadebiutował na szklanym ekranie w serialu System (The Net, 1998-99) w roli Jacoba Resha „Cudotwórcy”. Na kinowym ekranie pojawił się po raz pierwszy w komedii romantycznej 100 dziewczyn i ja (100 Girls, 2000) z Jaime Pressly. Po gościnnym występie w serialu CBS CSI: Kryminalne zagadki Miami (CSI: Miami, 2002), zdobył sympatię telewidzów jako Greg Sanders w serialu CBS CSI: Kryminalne zagadki Las Vegas.

## Filmografia
- System (The Net, 1998-1999) jako Jacob Resh/Mag
- Dodge's City (1999) jako Johnny Dodge
- 100 dziewczyn i ja (100 Girls, 2000) jako Sam
- True Vinyl (2000) jako Billy Thompson
- Big Time (2000) jako Avery
- CSI: Kryminalne zagadki Las Vegas (2000) jako Greg Sanders
- Żyć szybko, umierać młodo (The Rules of Attraction, 2002) jako student uczelni filmowej
- Śnieżne historie (Snow Wonder, 2005) jako Luke
- Little Athens (2005) jako Derek